# Apterichtus moseri
Apterichtus moseri är en fiskart som först beskrevs av Jordan och Snyder, 1901.  Apterichtus moseri ingår i släktet Apterichtus och familjen Ophichthidae. Inga underarter finns listade i Catalogue of Life.

## Bildgalleri

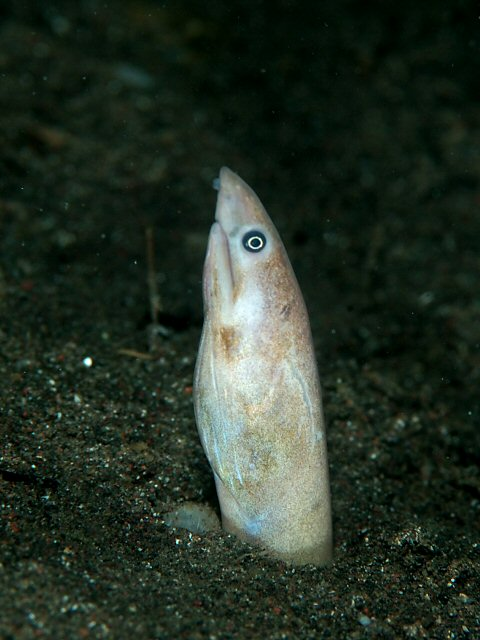